# Dăneasa
Dăneasa – wieś w Rumunii, w okręgu Aluta, w gminie Dăneasa. W 2011 roku liczyła 1524 mieszkańców.